# Чемпіонат України з гандболу серед жінок 2019—2020
Чемпіонат України з гандболу серед жінок (жіноча Суперліга) 2019/2020 — двадцять дев'ятий чемпіонат України

## Учасники та терміни проведення
У чемпіонаті брали участь 6 команд. Розпочався чемпіонат 6 вересня 2019 року. Матч за жіночий Суперкубок відбувся 24 серпня 2019 року в Броварах між командами «Галичанка» Львів та «Карпати» Ужгород. Вчетверте поспіль Суперкубок здобуває «Галичанка» обігравши «Карпати» з рахунком 32:20 (15:13).
Згідно з регламентом і календарем, чемпіонат складається з двох етапів, та, за потреби, серії ігор плей-оф.
У першому етапі чемпіонату було проведено 10 турів, кожна команда провела зі всіма суперниками 20 матчів (по два у кожному турі).
На другому етапі чемпіонату команди будуть розподілені на дві групи за результатами ігор попереднього етапу. До групи «А» включаються команди, що зайняли 1-3 місця після попереднього етапу. До групи «Б» включаються команди, що зайняли 4-6 місця. Триватиме фінальний етап чемпіонату 3 тури по дві гри в турі, на майданчику кожної з команд із збереженням очок, набраних на попередньому етапі.
Плей-оф. Якщо після завершення першого та другого етапів різниця набраних очок команд, що зайняли 1 та 2 місця і/або між командами, що зайняли 3 та 4 місця становить 5 чи менше, то для визначення Чемпіона України та бронзового призера між ними проводиться серія ігор плей-оф до двох перемог. При нічийному результаті матчу, після основного часу, командам надається 5-хвилинна перерва, після якої призначається додатковий ігровий час — два тайми по 5 хвилин з перервою між ними в одну хвилину. Якщо знову не буде виявлений переможець, то після 5-хвилинної перерви призначається ще один двотаймовий додатковий ігровий час. Якщо і після другого додаткового ігрового часу не буде виявлено переможця, то призначається серія 7-метрових штрафних кидків.
В зв'язку з загрозою епідемії коронавірусної хвороби в Україні з 12 березня 2020 року проведення матчів чемпіонату України було призупинено. 3 червня 2020 року Федерацією гандболу України в зв'язку з неможливістю проведення 12-го та 13 го турів жіночої Суперліги через карантинні обмеження було вирішено завершити чемпіонат України, а призерів визначити за підсумками першого етапу.
Призерами чемпіонату стали:
- «Галичанка» (Львів) — 19 перемог та одна поразка у 20-ти матчах;
- Реал (Миколаїв) — 13 перемог, 1 нічия та 6 поразок у 20-ти матчах;
- «Карпати» (Ужгород) — 12 перемог, 1 нічия та 7 поразок у 20-ти матчах.

## Турнірна таблиця. Суперліга

### Попередній етап
| № | Команда             | І  | В  | Н | П  | М       | О  |
| - | ------------------- | -- | -- | - | -- | ------- | -- |
|   | «Галичанка» Львів   | 20 | 19 | 0 | 1  | 687:370 | 38 |
|   | «Реал» Миколаїв     | 20 | 13 | 1 | 6  | 630:504 | 27 |
|   | «Карпати» Ужгород   | 20 | 12 | 1 | 7  | ‭631‬:‭538‬ | 25 |
| 4 | «Дніпрянка» Херсон  | 20 | 11 | 0 | 9  | 589:493 | 22 |
| 5 | ТНУ-ДЮСШ 21 Київ    | 20 | 2  | 1 | 17 | 424:730 | 5  |
| 6 | «Спартак-Київ» Київ | 20 | 1  | 1 | 18 | 403:729 | 3  |

Після закінчення чемпіонату

### Фінальний етап

#### Група «А»
| № | Команда           | І  | В  | Н | П | М       | О  |
| - | ----------------- | -- | -- | - | - | ------- | -- |
| 1 | «Галичанка» Львів | 22 | 21 | 0 | 1 | 748:419 | 42 |
| 2 | «Реал» Миколаїв   | 22 | 14 | 1 | 7 | 683:558 | 29 |
| 3 | «Карпати» Ужгород | 22 | 12 | 1 | 9 | 686:604 | 25 |

#### Група «Б»
| № | Команда             | І  | В  | Н | П  | М       | О  |
| - | ------------------- | -- | -- | - | -- | ------- | -- |
| 4 | «Дніпрянка» Херсон  | 22 | 13 | 0 | 9  | 662:533 | 26 |
| 5 | ТНУ-ДЮСШ 21 Київ    | 22 | 2  | 1 | 19 | 473:797 | 5  |
| 6 | «Спартак-Київ» Київ | 20 | 2  | 1 | 19 | 453:794 | 5  |

Перший тур другого етапу Суперліги (результати скасовано)

## Найкращі бомбардири

### Найкращі бомбардири туру
| Тур | Гравець            | Клуб               | Голи |
| --- | ------------------ | ------------------ | ---- |
| 1   | Маргарита Іщенко   | «Дніпрянка» Херсон | 25   |
| 2   | Каріна Байрак      | «Карпати» Ужгород  | 19   |
| 3   | Ольга Аврамова     | ТНУ-ДЮСШ 21 Київ   | 20   |
| 4   | Діана Дмитришин    | «Галичанка» Львів  | 20   |
| 5   | Світлана Аксьонова | «Реал» Миколаїв    | 20   |
| 6   | Маргарита Іщенко   | «Дніпрянка» Херсон | 22   |
| 7   | Ольга Аврамова     | ТНУ-ДЮСШ 21 Київ   | 17   |
| 8   | Ольга Аврамова     | ТНУ-ДЮСШ 21 Київ   | 22   |
| 9   | Світлана Аксьонова | «Реал» Миколаїв    | 18   |
| 10  | Світлана Аксьонова | «Реал» Миколаїв    | 21   |
| 11  | Ганна Дябло        | «Дніпрянка» Херсон | 21   |

### Топ-10 чемпіонату
За підсумками першого етапу Суперліги
| Місце | Гравець            | Клуб               | Голи |
| ----- | ------------------ | ------------------ | ---- |
| 1     | Світлана Аксьонова | «Реал» Миколаїв    | 175  |
| 2     | Ольга Аврамова     | ТНУ-ДЮСШ 21 Київ   | 156  |
| 3     | Ганна Дябло        | «Дніпрянка» Херсон | 151  |
| 4     | Діана Дмитришин    | «Галичанка» Львів  | 129  |
| 5     | Мирослава Бородай  | «Спартак» Київ     | 109  |
| 6     | Маргарита Іщенко   | «Дніпрянка» Херсон | 107  |
| 7     | Каріна Байрак      | «Карпати» Ужгород  | 98   |
| 8     | Каріна Колодюк     | «Карпати» Ужгород  | 97   |
| 9     | Анастасія Калигіна | «Дніпрянка» Херсон | 94   |
| 10    | Мілана Шукаль      | «Карпати» Ужгород  | 93   |